# Ceratozamia totonacorum
Ceratozamia totonacorum — вид саговникоподібних з родини замієвих (Zamiaceae). Місцем проживання цього виду є Мексика (Ідальго, Веракрус, Пуебла).